# Stikprøve
 For alternative betydninger, se Sample.
 For alternative betydninger, se Sampling.
 Der er for få eller ingen kildehenvisninger i denne artikel, hvilket er et problem. Du kan hjælpe ved at angive troværdige kilder til de påstande, som fremføres i artiklen.

Indenfor statistik er en stikprøve eller sample en delmængde af en population. Hvis ikke stikprøven er for lille, vil resultatet med en vis sikkerhed være repræsentativt for populationen. Statistikkens opgave er at redegøre for, hvor sikre, de konklusioner som uddrages af stikprøven, egentlig er – udtrykt ved et signifikansniveau. En stikprøve er attraktiv, fordi det er dyrt at undersøge hele populationen.

## Eksempler
Et dagblad ønsker at vide, hvorledes vælgerne vil stemme ved et kommende valg. Det får et analyseinstitut til at ringe til 1200 personer, som spørges om hvad de har tænkt sig at stemme.
En virksomhed ønsker at vide, hvor stor interessen for et nyt produkt er. Der stemmes dørklokker i et beboelseskvarter, hvor forbrugerne spørges om deres forbrugsvaner og indstilling til produktet.

## Repræsentativitet
Det eneste grundlag, som med sikkerhed siger noget om populationen, er en undersøgelse af hele populationen. En stikprøve vil altid indebære en usikkerhed i forhold hertil. Denne usikkerhed måles gennem en vurdering af repræsentativiteten.

## Udvælgelsesstrategier

### Simpel tilfældig udvælgelse
Ved simpel tilfældig udvælgelse vælger man – f.eks. ud fra en tabel med tilfældige tal – det antal enheder, som skal med i undersøgelsen ud fra hele populationen. Den enkelte enhed fra populationen skal altså have lige stor sandsynlighed for at komme med i stikprøven.
Man vil eksempelvis kunne udvælge blandt populationen af husholdninger ved hjælp af vejviseren (relativt præcist – der er kun ganske få, som ikke er med) eller telefonbogen (lidt mere upræcist).

### Stratifikation
Ved stratifikation inddeles populationen i nogle (gensidigt udelukkende) dele – strata. I det enkelte strata skal sandsynligheden for at en enhed kommer med i stikprøven være ens for alle enhederne.
Stratifikation kan have en fordel, når variationen i de enkelte strata er mindre end variationen mellem strataene.
Et eksempel på stratifikation kunne være, at en vælgerundersøgelse deles op på beboere i parcelhuse, andelsboliger, lejligheder og andre boformer.
Der kan gennemføres efterstratifikation ved hjælp af registrerede baggrundsvariabler.

### Klyngeudvælgelse
Ved klyngeudvælgelse deles populationen op i et antal klynger, og den del af disse undersøges fuldstændigt.
Fordelen ved klyngeudvælgelse er, at det ofte er billigt at undersøge de enkelte enheder klyngevist. Der er eksempelvis billigt at stemme dørklokker i et helt kvarter.
| Matematik | Spire Denne artikel om matematik er en spire som bør udbygges. Du er velkommen til at hjælpe Wikipedia ved at udvide den. |